# 小国町立西里小学校

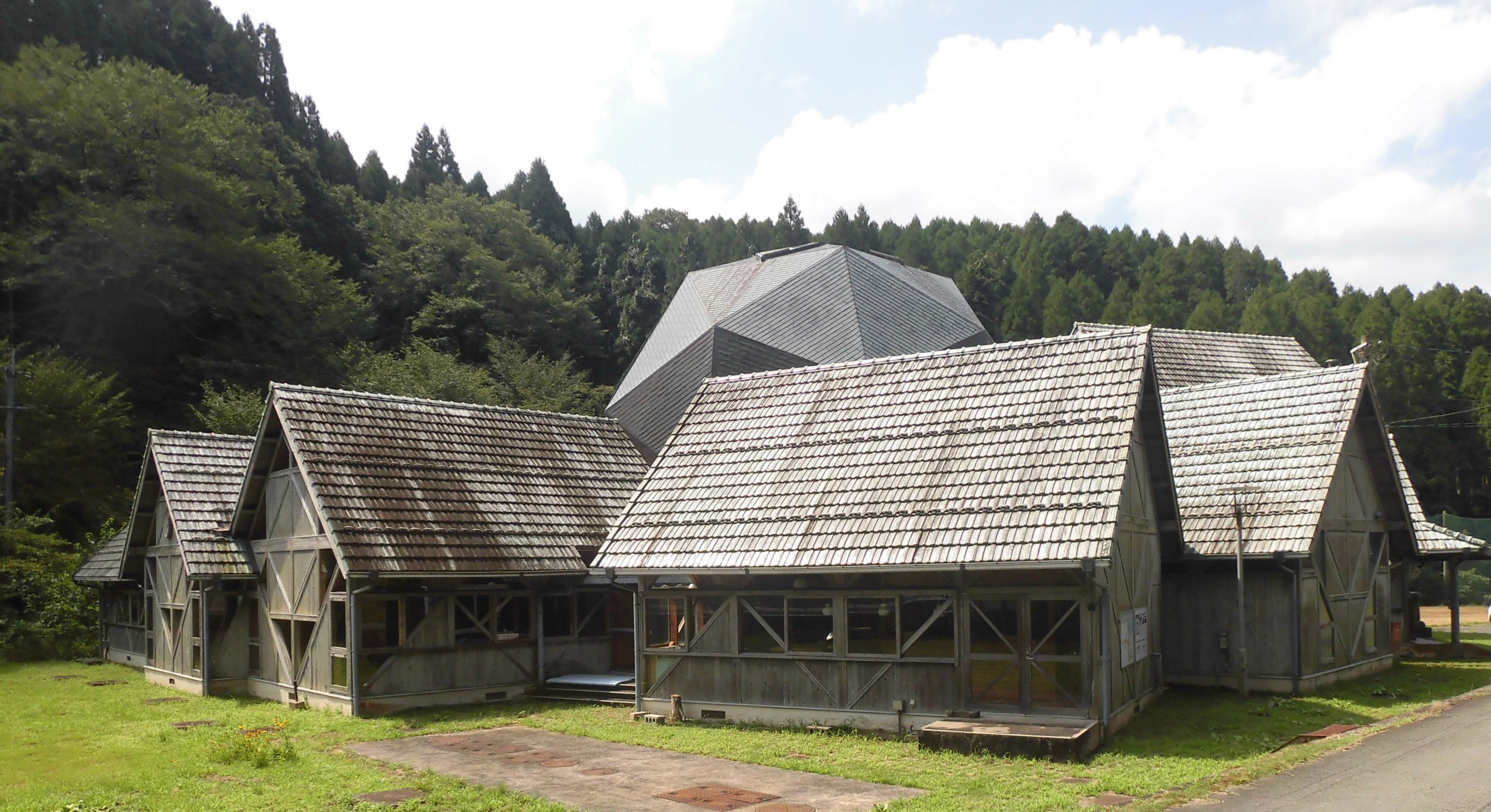
校舎

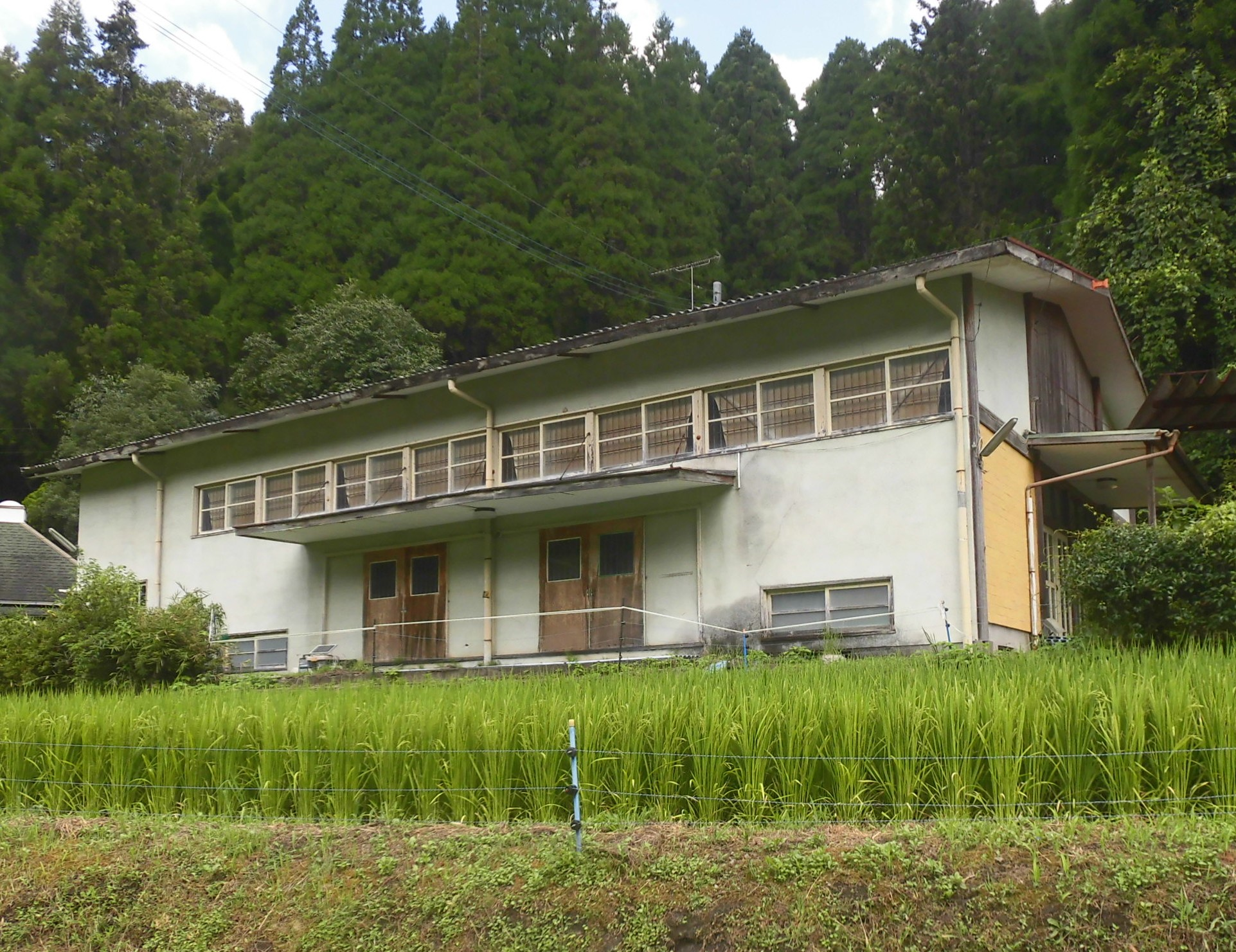
体育館

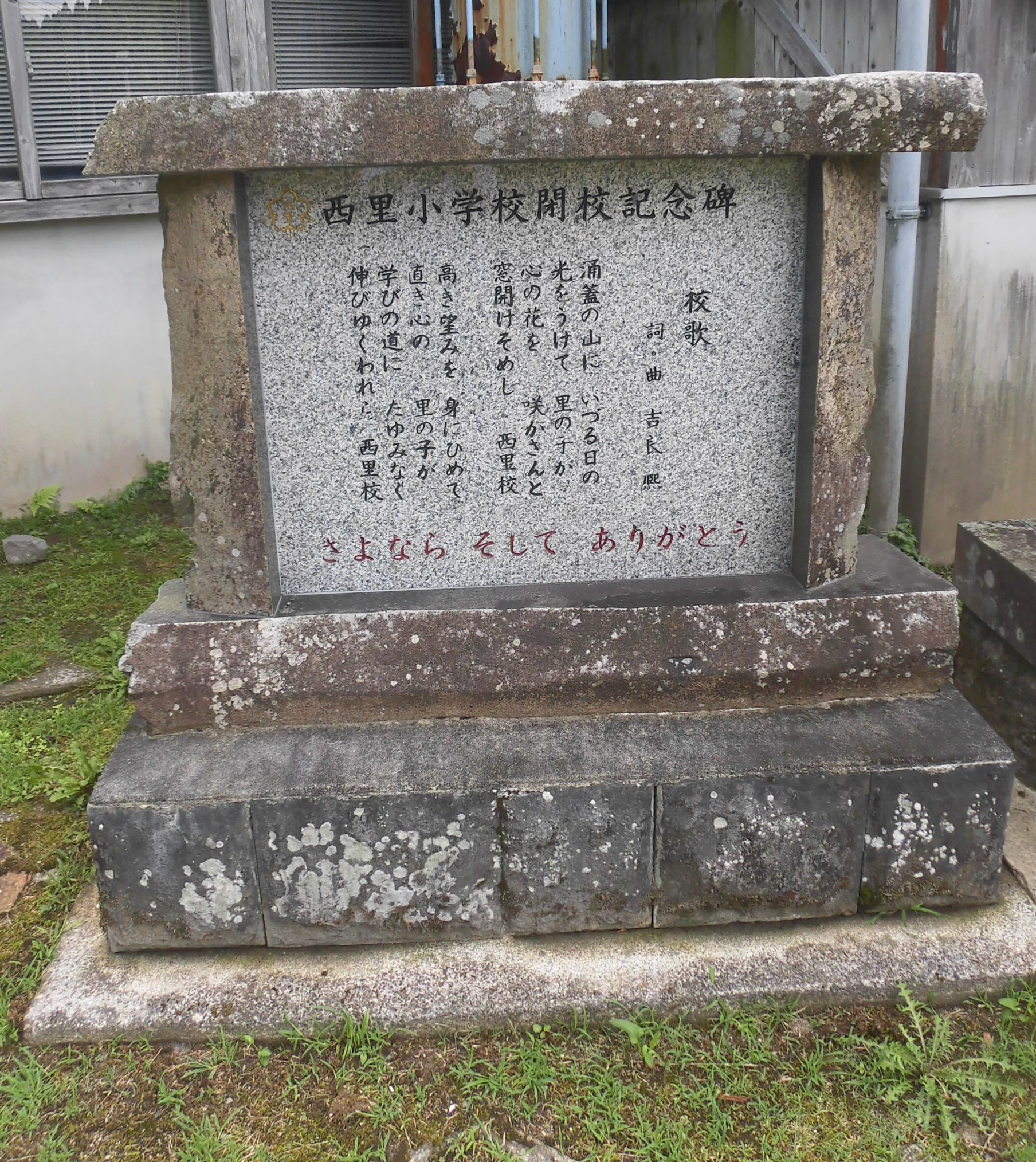
閉校記念碑

小国町立西里小学校（おぐにちょうりつ にしざとしょうがっこう）は、かつて熊本県阿蘇郡小国町西里にあった公立の小学校。

2009年（平成21年）3月末をもって閉校し、小国町立小国小学校に統合された。
1991年（平成3年）9月に完成した校舎は1992年（平成4年）にくまもと景観賞に入賞している。

## 概要
歴史
1875年（明治8年）創立。2009年（平成21年）に小国町内の小学校6校の統合により閉校し、134年の歴史に幕を下ろした。
校章
桜の花弁を背景にして、中央に校名の「西里」の文字を配している。
校歌
作詞・作曲ともに吉良熈による。歌詞は2番まであり、両番の歌詞中に校名の「西里校」が登場する。

## 沿革
- 1875年（明治8年）5月 - 「西里小学校」が創立[5]。
- 1886年（明治19年）- 小学校令施行により、簡易科（3年制）を設置の上、「簡易西里小学校」に改称。
- 1887年（明治20年）- 統合により、「尋常北里小学校 西里分教場」となる。
- 1889年（明治22年）4月1日 - 町村制施行により、阿蘇郡6村（黒淵・宮原・上田・下城・西里・北里）が合併の上、「北小国村」が発足。
- 実施年月日不詳 - 西里分教場が分離の上、「西里尋常小学校」として独立。
- 1908年（明治41年）4月 - 改正小学校令により、尋常科（義務教育年限年限）が4年制から6年制に改められる。尋常科5年を新設。
- 1909年（明治42年）4月 - 尋常科6年を新設。
- 1923年（大正12年）3月 - 統合により、「北里尋常高等小学校 西里分教場」となる。
- 1941年（昭和16年）4月1日 - 国民学校令施行により、「小国町北里国民学校 西里分教場」と改称。尋常科を初等科に改める。
- 1947年（昭和22年）4月1日 - 学制改革（六・三制の実施）により、「'小国町立西里小学校' 西里分校」と改称。
- 1948年（昭和23年）9月1日 - 北里小学校から分離の上、「小国町立西里小学校」（現校名）として独立。
- 1991年（平成3年）- 新校舎が完成。
- 2009年（平成21年）
  - 3月1日 - 閉校式を挙行。
  - 3月22日 - 小国町立小学校6校（宮原・蓬莱・万成・下城・北里・西里）の統合により閉校[5]。
    - 閉校後は、「NISHIZATO TERAS（ニシザトテラス）」として利用されている[6]。

## 交通アクセス
最寄りの幹線道路
- 国道387号